# Jürgen Gruwel
Jürgen Gruwel, auch Georg Gruwel (* ca. 1530 in Greifswald; † 25. Juli 1613 in Lübeck) war Gewandschneider und Ratsherr der Hansestadt Lübeck.

## Leben
Jürgen Gruwel entstammte vermutlich der aus Mecklenburg stammenden patrizischen Ratsfamilie Gruwel/Gruel in Greifswald und wurde aus den Reihen der Gewandschneider als Folge des Bürgerrezesses von 1569, wonach der Bürgerschaft mehr Beteiligungsrechte verbrieft worden waren, 1580 in den Lübecker Rat erwählt. Als Gesandter der Stadt vereinbarte er gemeinsam mit dem Bürgermeister Johann Lüdinghusen  mit Lüneburg den Eßlinger Elbzoll, der von Hamburg und Lübeck gemeinsam beim Fährhaus Zollenspieker in Bergedorf von den Schiffern auf der Elbe erhoben wurde. Von 1602 bis 1613 war er Kämmereiherr der Stadt.
Er bewohnte das Hausgrundstück Breite Straße 101 in Lübeck. Er verstarb im Alter von 83 Jahren und wurde in der Petrikirche bestattet, wo seine Wappengrabplatte erhalten ist. Es handelt sich um eine Zweitverwendung des Steins des 1527 verstorbenen Lübecker Ratsherrn Konrad Schepenstede. Der Stein wurde 1788 für den Weinhändler Georg Veit Binder noch ein drittes Mal wieder verwendet.